# Claudio Andreani
Claudio Andreani (Carrara, 2 marzo 1914 – Genova, 11 giugno 2005) è stato un architetto e urbanista italiano, allievo e collaboratore di Marcello Piacentini, autore di importanti progetti di architettura razionalista, soprattutto a Roma e in Liguria..

## Biografia
Toscano, si trasferisce a Roma dove si laurea nel 1937 per poi iniziare una collaborazione di 5 anni con lo studio di Marcello Piacentini (1938-1943) realizzando progetti per la casa del fascio e il quartiere E42.
Assistente di Composizione architettonica di Arnaldo Foschini presso l'Università degli Studi di Roma "La Sapienza" opera all’inizio nella capitale lavorando sulla risistemazione dell'asse di Pietralata e Villa Gordiani e poi del Gianicolo, immaginando un complesso di ardite fontane.
Trasferitosi a Genova realizza un'opera fondamentale, il piano per Recco, premiato nel 1947 con medaglia d'oro all'Exposition internationale de l'urbanisme et de l'habitation - Grand Palais Paris - Ministère de la reconstruction et de l'urbanisme.
A Genova realizza il palazzo Ansaldo in piazza di Carignano, oggi sede di uffici dell'Agenzia delle Entrate.
Nel 1959 realizza a Bogliasco una sua abitazione-studio di grande notorietà, nella quale ha vissuto e lavorato con la moglie Marcella Colombo fino alla morte, avvenuta nel 2005.
È stato tra i progettisti di Forte Quezzi, un nuovo quartiere di Genova, comunemente conosciuto come il Biscione.